# Bayat, Afyonkarahisar
Bayat là một huyện thuộc tỉnh Afyonkarahisar, Thổ Nhĩ Kỳ. Huyện có diện tích 575 km² và dân số thời điểm năm 2007 là 9287 người, mật độ 16 người/km².